# El concierto (película)
Le Concert, distribuida en español como El concierto o El Gran Concierto, es una comedia cinematográfica francesa de 2009 dirigida por Radu Mihăileanu, protagonizada por Alekséi Guskov, Mélanie Laurent y Miou-Miou. Ha ganado el César por la mejor música y el César por mejor sonido en los Premios César 2010.

## Argumento
El director de fama mundial de la Orquesta del Teatro de Bolshói, conocido como "El Maestro», Andreï Simonovich Filipov, vio su carrera públicamente destruida por Leonid Brézhnev por defender a los músicos judíos y ahora se ve reducido a trabajar como conserje en el mismo teatro donde alguna vez dirigió. 
Mientras Filipov limpia la oficina del gerente del teatro, intercepta una invitación oficial del prestigioso Théâtre du Châtelet en París para sustituir un concierto de la Orquesta Filarmónica de Los Ángeles que se había cancelado en el último momento. Filipov crea un plan para reunir a su antigua orquesta, compuesta ahora por viejos músicos judíos y gitanos, que se han visto reducidos a sobrevivir trabajando como mudanceros o conductores de taxis, para tomar el trabajo de París y completar una interpretación del Concierto para violín de Chaikovski, que fue interrumpido 30 años atrás por el entonces agente de la KGB, Ivan Gavrilov, quien ahora forma parte del plan de Filipov como representante de la orquesta, a pesar de las protestas y sospechas de Aleksandr 'Sasha' Abramovich Grossman, porque resulta que Gavrilov tiene sus propios planes para el viaje a París.
Gavrilov y Filipov exigen del Châtelet muchas condiciones que se ven forzados a aceptar, ya que el concierto con el Bolshoi es mucho más barato; una de las condiciones es que la solista sea Anne-Marie Jacquet, quien nunca ha interpretado el concierto de Chaikovski porque le tiene miedo, pero ha soñado desde hace mucho interpretarlo con el Bolshoi y particularmente con Filipov, cuya fama fuera de Rusia nunca ha disminuido. Su agente, Guylène de La Rivière —quien también ha sido la madre adoptiva de Anne-Marie— está renuente a permitir que suceda el concierto, porque conoce a Filipov y su pasado, pero ante la insistencia de Anne-Marie, acepta. Para pagar sus gastos de traslado, la orquesta se ve forzada a aceptar el mecenazgo y la participación de un conocido jefe de la mafia aficionado a tocar el chelo.
Una vez en París, la orquesta desaparece entre fiestas y toman otros trabajos, tales como mudanceros, taxistas o traductores. La falta de profesionalismo de los músicos rusos y las impresiones de Anne-Marie de que el concierto es una catarsis para Filipov, la fuerzan a cancelar el concierto, pero Sasha la convence de volver al teatro porque el concierto contiene una clave para el pasado de Anne-Marie y sus padres, a quienes nunca conoció. Resulta que Filipov y su esposa Irina eran los mejores amigos de Lea e Yitzhak Strum, músicos judíos. Lea era una concertista de violín y la solista al momento del concierto interrumpido tres décadas antes en Moscú. Tras la humillación pública sufrida bajo Gavrilov y el régimen de Brezhnev, la pareja criticó abiertamente al gobierno en Radio Europa Libre, una estación de radio norteamericana que estaba prohibida en la entonces URSS, resultando en su deportación a Siberia, donde pasaron el resto de sus días. Leia, la madre de Anne-Marie, perdió la razón e interpretó el concierto en su imaginación todos los días para su marido hasta su muerte en 1981, la cual fue seguida de la de su marido seis meses después. La bebé Anne-Marie logró huir con Guylène, entonces representante de una orquesta francesa de visita a la URSS, porque estaba escondida en un estuche de chelo a solicitud de Irina, Filipov y Sasha.
En el último momento, la orquesta, tras recibir un mensaje SMS de Filipov que deben de interpretar en honor de Lea (la madre de Anne Marie), aparece en el teatro a pesar de que no han realizado ni un solo ensayo. Mientras tanto, el verdadero gerente del Bolshoi, que se encontraba de vacaciones en París y casualmente se enteró del concierto, se presenta en el teatro para impedirlo, pero es engañado por Gavrilov, que lo encierra en una habitación. El concierto tiene un inicio poco feliz, debido a la falta de ensayos, pero la orquesta logra alcanzar la amalgama espontánea soñada por Filipov cuando Anne-Marie hechiza a todos con su magnífica interpretación como solista, que había estudiado en la partitura marcada por su propia madre y conservada por su representante. El concierto es un gran éxito y Filipov puede reconstruir su carrera como director de la nueva «Orquesta Andreï Filipov», junto con Anne-Marie, quien se une a él en un tour mundial.

## Producción
Para prepararse para su papel, Laurent pasó dos meses estudiando violín con Sarah Nemtanu de la Orchestre National de France.

## Reparto
- Aleksei Guskov como Andreï Filipov.
- Mélanie Laurent como Anne-Marie Jacquet.
- Dimitri Nazarov como Sacha Grossman.
- Valeri Barinov como Iván Gavrilov.
- François Berléand como Olivier Morne Duplessis.
- Miou-Miou como Guylène de La Rivière.
- Lionel Abelanski como Jean-Paul Carrère.
- Guillaume Gallienne como un crítico.
- Anna Kamenkova como Irina Filipova.

## Música
La música original de la película fue compuesta por Armand Amar y una pista compuesta por el propio Radu Mihăileanu («Le Trou Normand»). El trabajo musical fue central en la película y el concierto para violín es interpretado durante el final. Las selecciones clásicas pertenecen a Mahler, Mendelssohn, Mozart, Chaikovski y Jachaturián, que también se encuentra en la banda sonora del film.
1. «Andreï I»
2. «S’Il Vous Sied»
3. «Nani, Nani» (Kek Lang Chants Roms)
4. «Place Rouge I»
5. «Andreï II»
6. «Merci Bolchoï»
7. «Kalinka»
8. «100% Des Voix»
9. «Kalou»
10. «Je Vous Baise Chaleureusement»
11. «Symphonie N.º 1 Titan»
12. «Ci-Gît»
13. «Danse Du Sabre Remix»
14. «Piano Concerto No. 21 in C major, K. 467»
15. «Andreï III»
16. «Tziganie»
17. «Le Trou Normand»
18. «Ai Routchiok» (Traditional)
19. «Place Rouge II»
20. «Je Régule L'Addition»
21. «Sir Bina Ya Qitâr» (Les Musiciens du Nil)
22. «Je Suis Ravissant De Vous Rencontrer»
23. «Andreï IV»
24. «Les Russes Sont Comme Des Mûles»
25. «Avant Le Concert»
26. «Concierto para violín (Chaikovski)»
27. «Concert, Concert»
28. «Vous Avez Voulu Des Russes»

## Premios y nominaciones
Cinemania Film Festival 
| Año  | Categoría          | Resultado |
| ---- | ------------------ | --------- |
| 2009 | Premio del público | Ganadora  |

Premios César 
| Año  | Categoría            | Nominado                                                                                      | Resultado |
| ---- | -------------------- | --------------------------------------------------------------------------------------------- | --------- |
| 2010 | Mejor película       | Mejor película                                                                                | Nominado  |
| 2010 | Mejor dirección      | Radu Mihaileanu                                                                               | Nominado  |
| 2010 | Mejor montaje        | Ludo Troch                                                                                    | Nominado  |
| 2010 | Mejor música         | Armand Amar                                                                                   | Ganador   |
| 2010 | Mejor sonido         | Pierre Excoffier, Bruno Tarrière y Selim Azzazi                                               | Ganadores |
| 2010 | Mejor guion original | Radu Mihaileanu, Alain-Michel Blanc, Matthew Robbins, Héctor Cabello Reyes y Thierry Degrandi | Nominados |

Premio David de Donatello 
| Año  | Categoría              | Resultado |
| ---- | ---------------------- | --------- |
| 2010 | Mejor película europea | Ganadora  |

Premios del Cine Europeo 
| Año  | Categoría               | Nominado                                                                                      | Resultado |
| ---- | ----------------------- | --------------------------------------------------------------------------------------------- | --------- |
| 2010 | Mejor guionista europeo | Radu Mihaileanu, Alain-Michel Blanc, Matthew Robbins, Héctor Cabello Reyes y Thierry Degrandi | Nominados |

Premios Globo de Oro 
| Año  | Categoría                           | Resultado |
| ---- | ----------------------------------- | --------- |
| 2010 | Mejor película en lengua no inglesa | Nominado  |

Nastro d'argento 
| Año  | Categoría              | Resultado |
| ---- | ---------------------- | --------- |
| 2010 | Mejor película europea | Ganadora  |

Premios Lumières 
| Año  | Categoría   | Nominado                                                                                      | Resultado |
| ---- | ----------- | --------------------------------------------------------------------------------------------- | --------- |
| 2010 | Mejor guion | Radu Mihaileanu, Alain-Michel Blanc, Matthew Robbins, Héctor Cabello Reyes y Thierry Degrandi | Nominados |

Gopo Awards 
| Año  | Categoría                     | Nominado                                                                                      | Resultado |
| ---- | ----------------------------- | --------------------------------------------------------------------------------------------- | --------- |
| 2010 | Mejor diseño de producción    | Christian Niculescu                                                                           | Ganador   |
| 2010 | Mejor montaje                 | Ludo Troch                                                                                    | Ganador   |
| 2010 | Mejor música                  | Armand Amar                                                                                   | Ganador   |
| 2010 | Mejor peluquería y maquillaje | Michèle Constantinides, Daniela Busoiu, Catherine Crassac y Adelina Handuri                   | Ganadoras |
| 2010 | Mejor película                | Mejor película                                                                                | Nominada  |
| 2010 | Mejor dirección               | Radu Mihaileanu                                                                               | Nominado  |
| 2010 | Mejor guion                   | Radu Mihaileanu, Alain-Michel Blanc, Matthew Robbins, Héctor Cabello Reyes y Thierry Degrandi | Nominados |
| 2010 | Mejor vestuario               | Viorica Petrovici                                                                             | Nominada  |

Premios Gaudí 
| Año  | Categoría              | Resultado |
| ---- | ---------------------- | --------- |
| 2011 | Mejor película europea | Nominada  |

Premios Magritte 
| Año  | Categoría          | Nominado           | Resultado |
| ---- | ------------------ | ------------------ | --------- |
| 2011 | Mejor coproducción | Mejor coproducción | Nominada  |
| 2011 | Mejor montaje      | Ludo Troch         | Nominado  |